# Експресно
Експресно је други студијски албум поп-фолк певача Бојана Бјелића. Издат је 2007. године за Гранд продакшн у тиражу од 120 хиљада примерака. Као и на првом албуму све песме и на овом су радили Јелена Живановић и Зоран Живановић, док су продуценти били Блак Шип и Зоран Бранковић.
На албуму се налази један дует, насловна нумера са албума "Експресно" са певачицом Инди за који је снимљен и спот. Такође је урађен спот за песму "Остави ме".

## Списак песама
1. Месец дана
2. Експресно - дует са  Инди
3. Све си имала
4. Фолирам те
5. Фалим ли ти ја
6. Остави ме
7. Није ти дорасла
8. То лажљиво
9. Нека ми се друге радују
10. То није љубав (ремикс)